# Helianthemum pomeridianum
Helianthemum pomeridianum är en solvändeväxtart som beskrevs av Michel Félix Dunal. Helianthemum pomeridianum ingår i släktet solvändor, och familjen solvändeväxter. Inga underarter finns listade i Catalogue of Life.